# Sidef
Sideful este o materie albă cu irizații, de consistență dură, produsă de unele moluște ca strat interior al cochiliilor. Din sidef este făcut de asemenea stratul exterior al perlelor. Sideful este compus din straturi subțiri de de conchiolin incolor și lamele hexagonale de aragonit (o formă de carbonat de calciu - CaCO3). 

## Proprietăți fizice
Duritatea sidefului este 3,5 pe scara Mohs. Are un luciu cu irizații. Caracterul său iridescent se datorează faptului că grosimea acestor lamele este aproape egală cu lungimea de undă a luminii.
Prin extensie, cuvântul poate să desemneze și diferitele obiecte artizanale obținute din acest material. Este folosit în confecționarea de bijuterii, în arhitectură și în construirea de instrumente muzicale. 